# Абидос (Франция)
Абидо́с (фр. Abidos) — коммуна во Франции, находится в регионе Аквитания. Департамент — Атлантические Пиренеи. Входит в состав кантона Кёр-де-Беарн. Округ коммуны — По.
Код INSEE коммуны — 64003.

## География

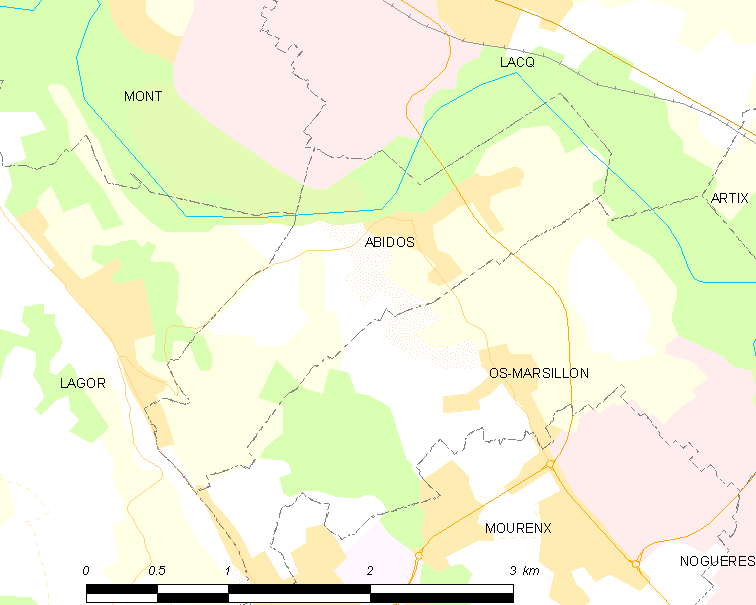
Карта коммуны

Коммуна расположена приблизительно в 650 км к югу от Парижа, в 160 км южнее Бордо, в 24 км к северо-западу от По.
По территории коммуны протекают реки Гав-де-По и Баиз.

### Климат
Климат тёплый океанический. Зима мягкая, средняя температура января — от +5°С до +13°С, температуры ниже −10 °C бывают редко. Снег выпадает около 15 дней в году с ноября по апрель. Максимальная температура летом порядка 20-30 °C, выше 35 °C бывает очень редко. Количество осадков высокое, порядка 1100 мм в год. Характерна безветренная погода, сильные ветры очень редки.

## Население
Население коммуны на 2010 год составляло 236 человек.
| 1962 | 1968 | 1975 | 1982 | 1990 | 1999 | 2010 |
| ---- | ---- | ---- | ---- | ---- | ---- | ---- |
| 255  | 226  | 184  | 187  | 188  | 200  | 236  |

## Администрация
| Период | Период | Фамилия             | Партия                    | Примечания |
| ------ | ------ | ------------------- | ------------------------- | ---------- |
| 1968   | 2008   | Леон Гийамелу-Сампе | Союз за народное движение |            |
| 2008   | 2020   | Жан-Клод Мирассу    | беспартийный              |            |

## Экономика
В 2010 году среди 141 человека трудоспособного возраста (15-64 лет) 112 были экономически активными, 29 — неактивными (показатель активности — 79,4 %, в 1999 году было 69,7 %). Из 112 активных жителей работали 101 человек (58 мужчин и 43 женщины), безработных было 11 (5 мужчин и 6 женщин). Среди 29 неактивных 15 человек были учениками или студентами, 4 — пенсионерами, 10 были неактивными по другим причинам.

## Фотогалерея

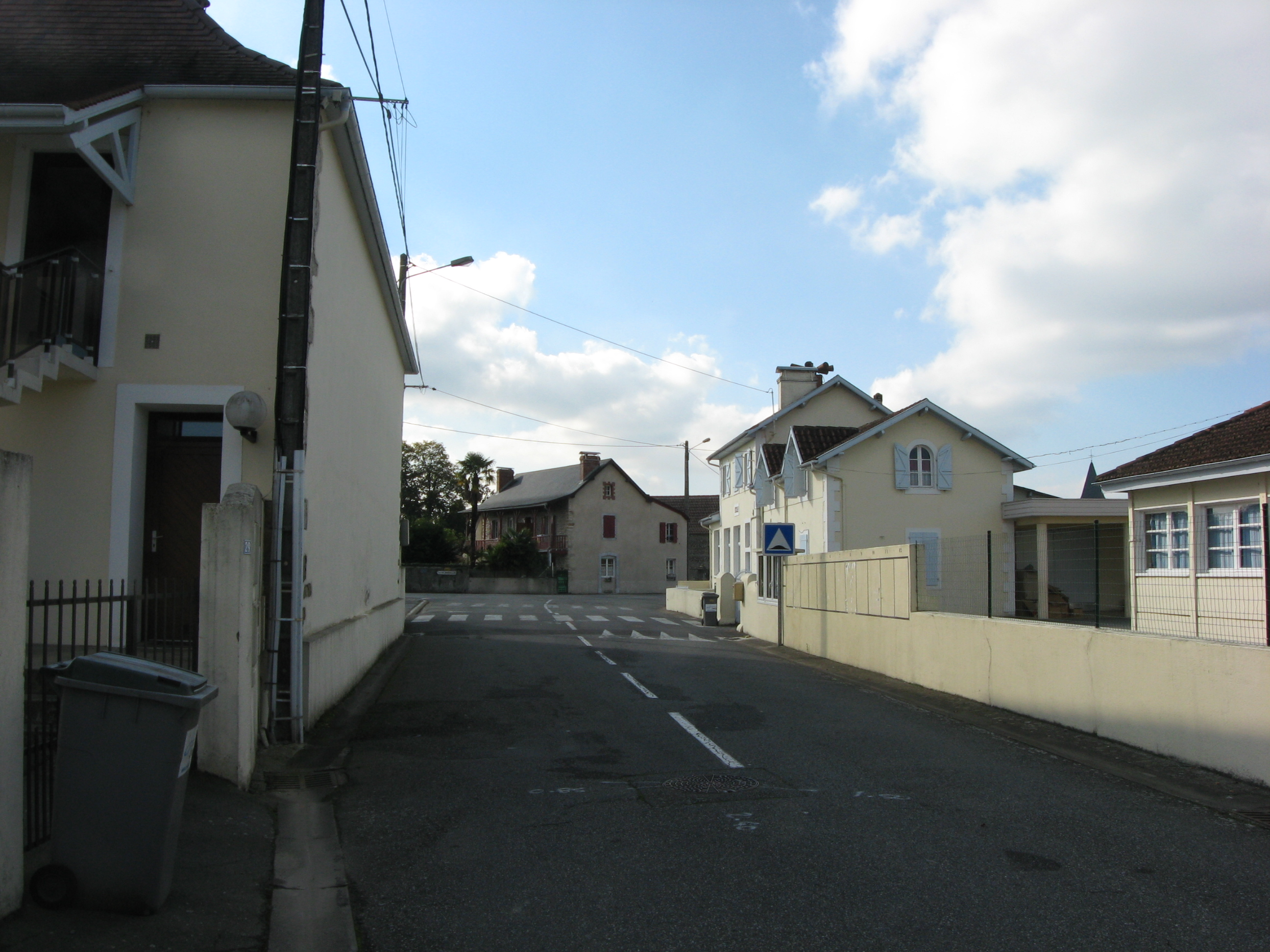
Абидос
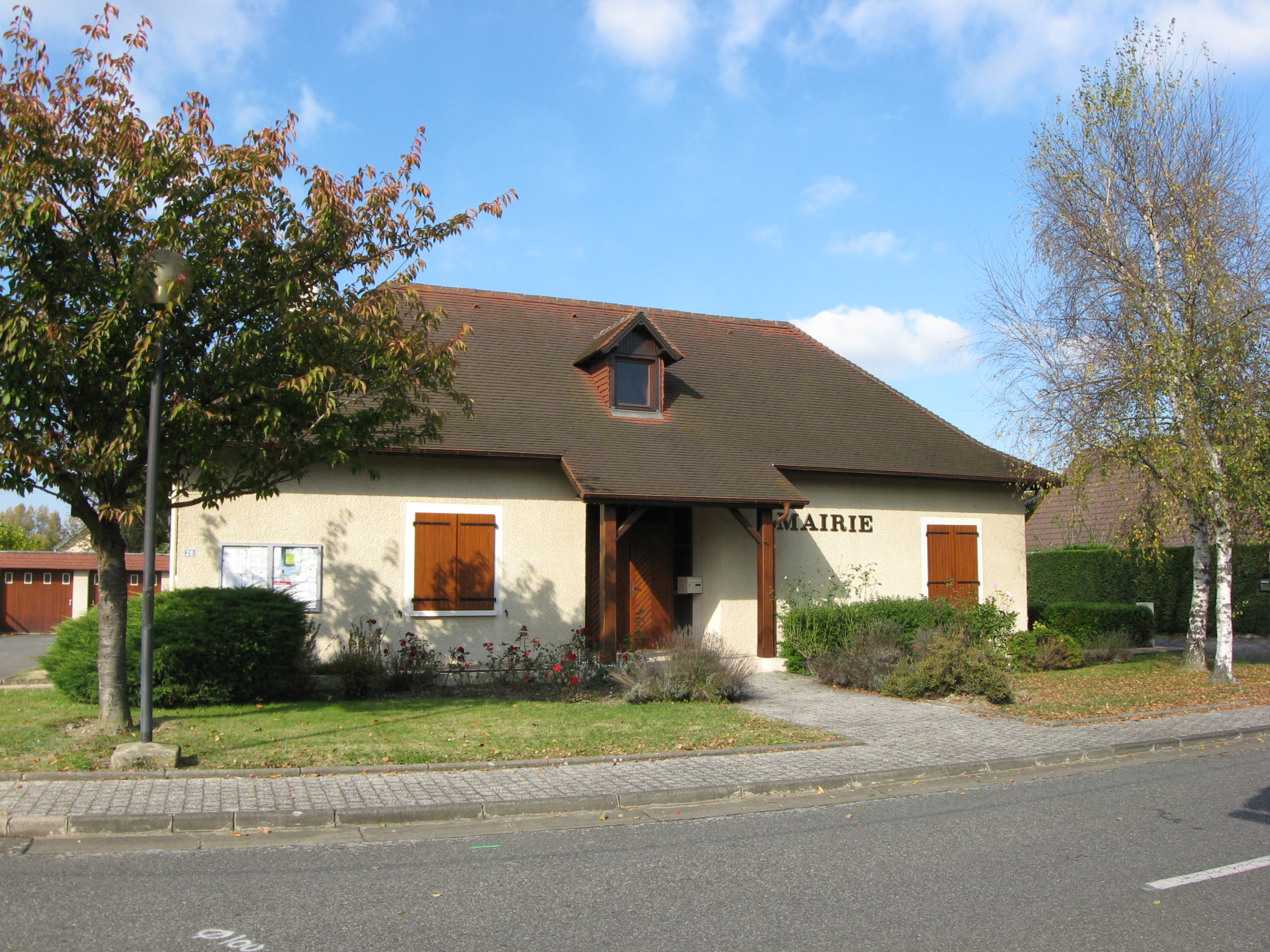
Мэрия
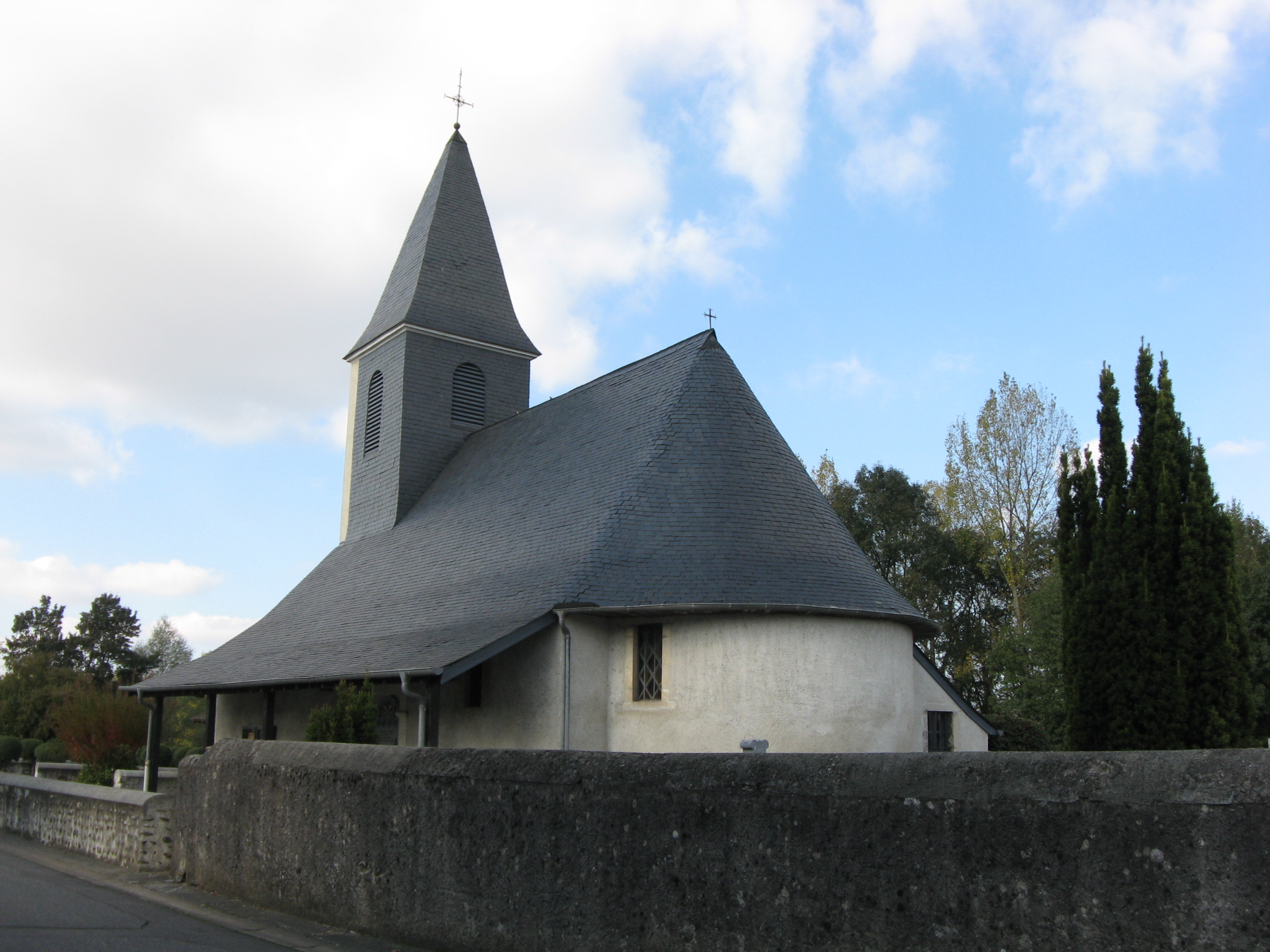
Церковь